# Parantica maenius
Parantica maenius är en fjärilsart som beskrevs av Hans Fruhstorfer 1909. Parantica maenius ingår i släktet Parantica och familjen praktfjärilar. Inga underarter finns listade i Catalogue of Life.